# 溝口宣俊
溝口 宣俊（みぞぐち のぶとし）は、江戸時代前期の旗本寄合。越後国新発田藩2代藩主・溝口宣勝の三男。分家独立して旗本となり、池之端（池端・池ノ端）溝口家の祖となる。通称は内記。

## 生涯
元和8年（1622年）に将軍徳川秀忠に初御目見をする。寛永5年（1628年）、父・宣勝の遺領のうち越後蒲原郡の5000石を分与されて寄合に列し、知行地の池之端に陣屋を設ける。これにより宣俊を祖とする家は池之端（池端・池ノ端）溝口家と称された。のちに大名同様に参勤交代することを許され、嫡男の宣鎮の代までこの例が続いた。寛文2年（1662年）、下館城の在番を勤める。寛文9年（1669年）に58歳で歿。法名は性真。江戸深川の海福寺に葬られる。以後同寺は同家代々の葬地となった。家督は長男の宣鎮（のぶしげ）が継いだ。